# Ipanguaçu
Ipanguaçu là một đô thị thuộc bang Rio Grande do Norte, Brasil. Đô thị này có diện tích 374,239 km², dân số năm 2007 là 12414 người, mật độ 33,2 người/km².